# Partidor de la Casa Fosca
El Partidor de la Casa Fosca es un partidor de aguas ubicado en el municipio de Potríes (Valencia). Este partidor reparte el caudal de la Acequia Real de Alcoy o del Serpis (Séquia Reial d'Alcoi) entre las acequias del Rebollet (Séquia del Rebollet) y Común de Gandía y Oliva (Séquia Comuna de Gandia i Oliva).

## Contexto
El partidor es un elemento fundamental en el sistema de distribución del agua. Además de dividir las aguas, separaba históricamente las comunidades de regantes -si bien en este caso, las comunidades se reagruparon y centralizaron en el Sindicato de Riegos de los ríos Alcoy y Vernisa. Por otro lado, determina la cantidad real de agua a que tiene tiene derecho cada parcela de tierra de regadío en relación con todas las demás. Este edificio compacto, sólido y cerrado, tiene la misión de proteger este sistema de distribución de cualquier agresión o inmisclusión, ya que cualquier modificación sería muy perjudicial para el justo y equitativo reparto del agua disponible. El acceso queda restringido a los representantes electos del conjunto de los miembros de las comunidades de regantes.

## Historia
Según la Concordia de 1511, de la que se conserva una copia del documento original realizada en el siglo XVII, existían tres partidores principales dentro del término de la baronía de Rebollet, por los que discurre el agua a las poblaciones y términos firmantes de la Concordia.
Según este documento, el primer partidor está aguas arriba del molino del Alfás y tiene siete puertas y media. La Concordia recoge que se mantenga este número de puertas, por dos de las cuales discurre agua para Fuente Encarroz, Potríes y Rebollet, formándose la Acequia del Rebollet, que por ello se conoce también como "de les Dues Portes". Las cinco puertas y media restantes se destinan a la Acequia Común de Oliva y Gandía.

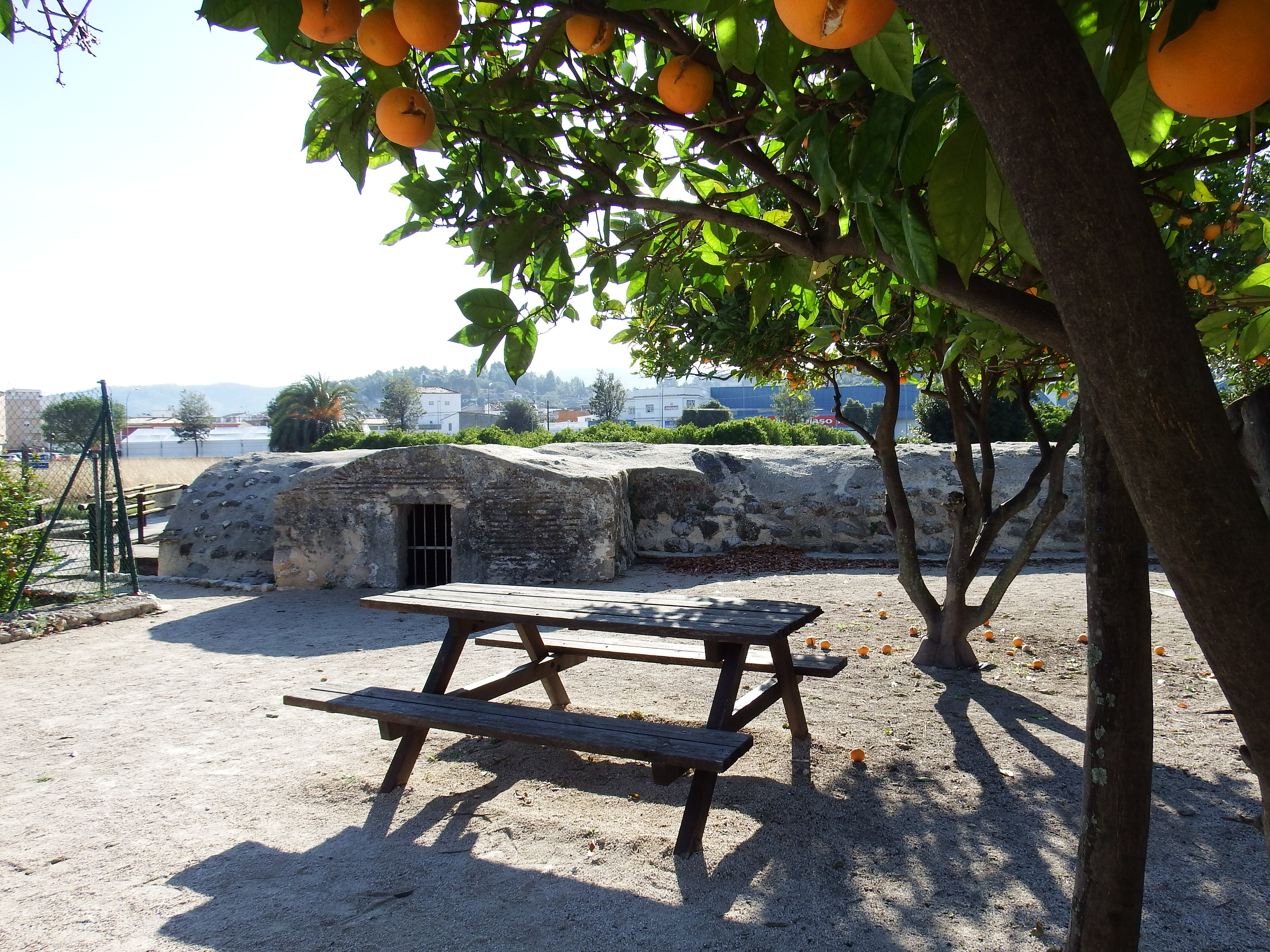
El partidor en 2023, con su entorno convertido en una zona ajardinada

El texto de la Concordia contempla ciertas características técnicas respecto del partidor. Así, el suelo de la acequia antes y después del partidor ha de enlosarse, y se harán de piedra picada los bordes de la acequia que queden junto a los partidores. El objeto de todo esto es mantener "a linell" las aguas.
Se estipulan en la Concordia ciertas medidas de seguridad. Por un lado, el partidor ha de estar contenido en un edificio cerrado con puertas, las cuales han de tener dos llaves, para las villas de Gandía y Oliva o sus cequieros. Además han de cerrarse las entradas y salidas de agua con rejas de hierro. Estas últimas no se han conservado, si bien pueden observarse sus anclajes en las piedras en las que iban asentadas.
Por el propio texto de la Concordia se deduce que el partidor es anterior al siglo XVI y que el banco de piedra con las siete puertas y media también existía antes de esta fecha.

## Descripción

### Exterior
El edificio tiene planta rectangular. Está cubierto por una bóveda un tanto rebajada que arranca desde los márgenes de la acequia y está construida mediante la aproximación de hiladas de piedra ordinaria unidas con mortero de cal (formado con gravas, arena, cal y agua). En el extremo suroeste hay un refuerzo exterior en forma de aleta de pez; un pequeño murete de los mismos materiales que la bóveda y que soporta las tensiones laterales que se dirigen hacia su centro.
El edificio presenta diversos parcheados con ladrillo para cubrir desperfectos, de los que hay uno considerable en la parte más alta de la bóceda, en su extremo noreste. Se ha cerrado con una gran madera, piedra y cemento, y una inscripción muestra la fecha "1986".

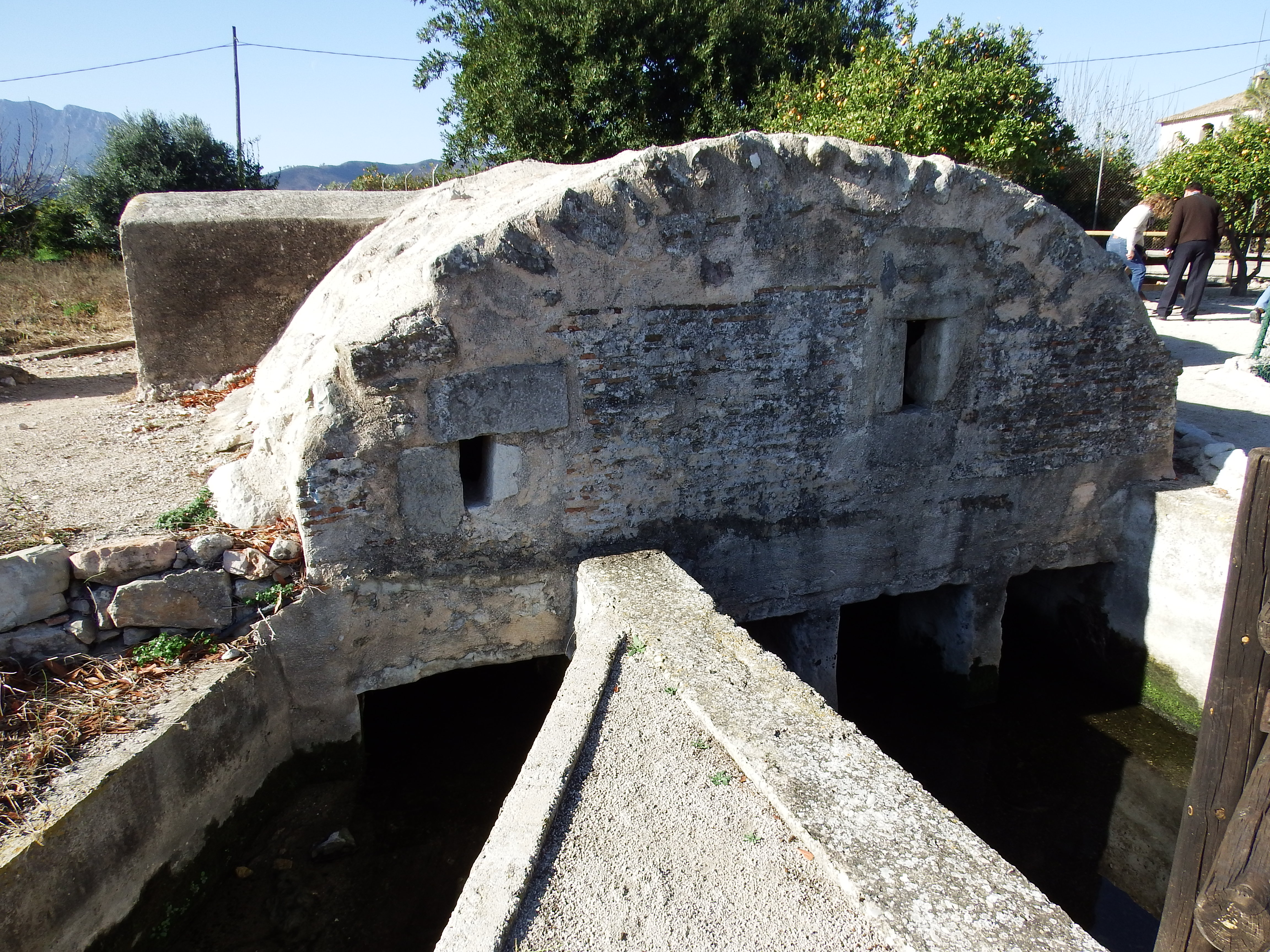
Reparto entre la Acequia del Rebollet (a la izquierda en la imagen) y de Común de Gandía y Oliva

El espacio abovedado está cerrado en los extremos por muros semicirculares. El del extremo suroeste es de cantos rodados y mortero de cal, con restos de enlucido  de arena, cal y agua. Este muro semicircular se apoya en tres losas rectangulares de piedra caliza oscura que a su vez descansan sobre cuatro bloques rectangulares del mismo material. Dos de estos bloques se asientan en lecho de la acequia, mientras que los otros dos están incrustados en el moderno muro de cemento, y forman parte de los apoyos del arco de la bóveda. Entre estas piedras quedan tres huecos adintelados por los que penetra el agua de la Acequia Real del Río Alcoy.
El muro semicircular del lado noreste es de ladrillo y mortero de cal, y presenta restos de un enlucido fino de arena, cal y agua. Se apoya en un sistema similar al del extremo opuesto. Grandes piedras calcáreas -de tonos más claros que las del suroeste- se asientan sobre el fondo de la acequia y soportan otras piedras horizontales que cubren los vanos por los que sale el agua del partidor y soportan la pared semicircular. En este caso hay cinco bloques verticales que forman las jambas y tres horizontales a modo de dintel.
Los cuatro vanos de salida están separados por un muro interior y exterior. El vano de la parte sur está separado de los otros tres: el primero da salida de agua a la Acequia del Rebollet,  mientras que los otros tres lo hacen a la Común de Gandía y Oliva. En la pared hay dos vanos que coinciden con las dos salidas de aguas. Cuatro sillares de piedra calcárea enmarcan cada uno de estos huecos. El vano del lado norte, el que está sobre la salida de la Acequia Común de Gandía y Oliva, sólo posee uno de estos sillares en base del vano y en el lugar de los otros tres se han colocado ladrillos de barro revestidos con cemento.
En el exterior del edificio, en la parte noreste, se han abierto los vanos de entrada al mismo. Se trata de dos cuerpos rectangulares, cubiertos con bóveda muy rebajada, que se remarcan exteriormente y están adosados a los laterales de la bóveda. El de la parte sur está totalmente enmascarado por un revestimiento de cemento moderno. La puerta es de madera recubierta de chapa metálica. En el lado norte, la entrada está tapiada y su fábrica es de sillares de piedra caliza en las cantoneras exteriores del rectángulo. El cerramiento del  rectángulo exterior es de ladrillo y mortero de cal. La cubierta es de ladrillo y mortero.

### Interior

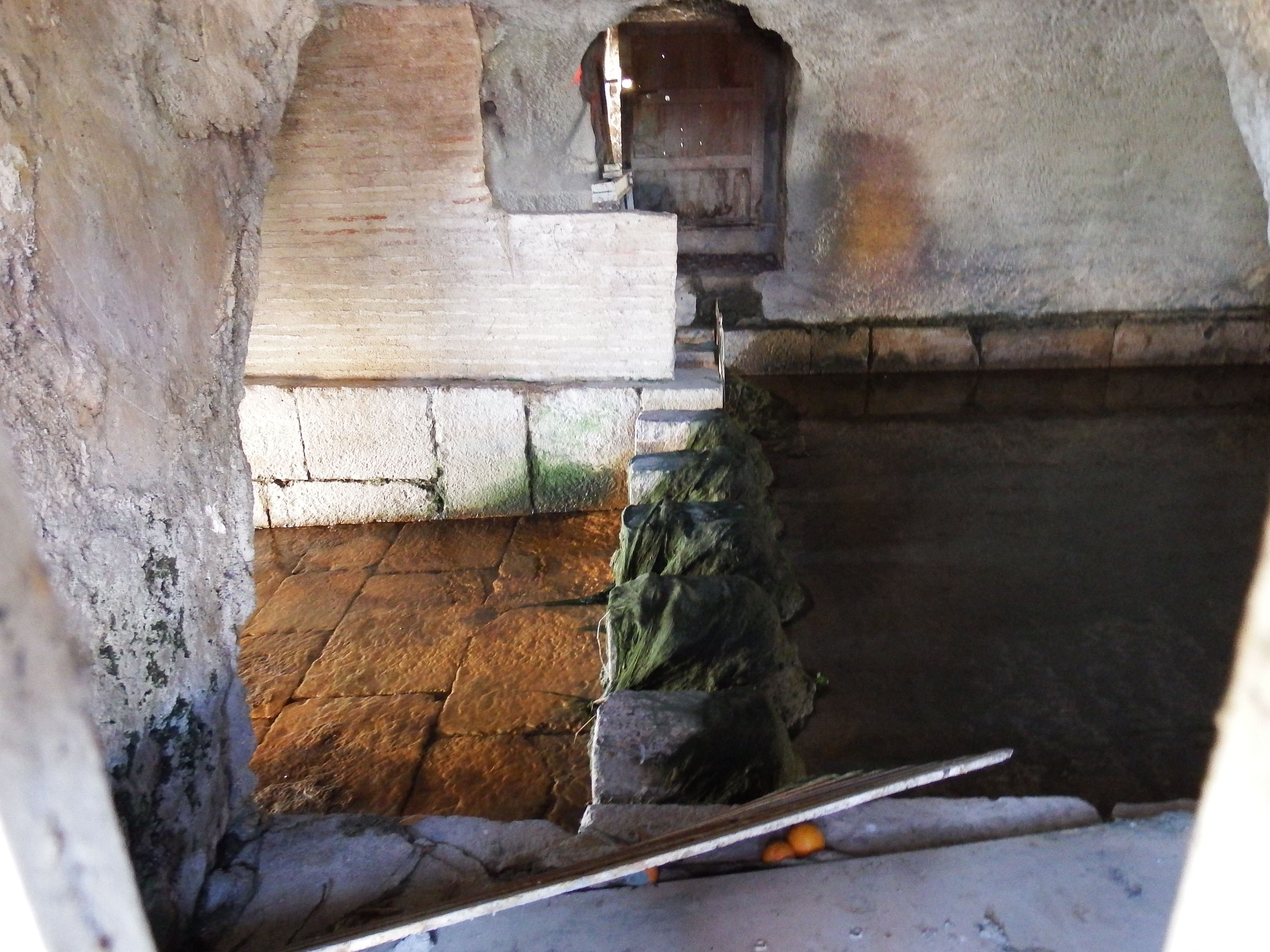
Vista del interior con la zona de salida de las aguas

Las puertas situadas en los laterales de la bóveda, en el extremo noreste del edificio, dan acceso a su interior. Aquí y a la misma altura que los accesos se encuentra un gran banco corrido de piedra que se asienta en el fondo. Sobre esta banco se han colocado unos bloques rectangulares de piedra, que dejan entre ellos unos espacios por donde pasa el agua. Estos espacios son denominados "puertas" (portes), y en total hay siete puertas y media separadas por nueve bloques de piedra.
Las puertas dividen el agua de la acequia aportante, la Real de Alcoy, entre las efluentes, de manera que a la por la puerta sur pasan trece filas (files) a la Acequia del Rebollet, mientras que por la salida norte discurren 35 filas correspondientes a la Común de Gandía y Oliva. La fila es una unidad volumétrica de riego que equivale al agua que sale por un espacio determinado, por lo que no es una medida fija, sino que varía con los caudales del momento. El aporte de la Acequia Real de Alcoy es de 48 filas.
En la parte noreste de banco, el suelo del edificio tiene un desnivel, habiendo un salto de agua que pasa por las puertas. Un muro de ladrillo y mortero con restos de enlucido, separa las dos salidas de agua, por un lado las dos puertas del Rebollet y por el otro, las cinco puertas y media de la Común de Gandía y Oliva. Esta pared se asienta en el suelo más bajo del edificio y va desde el muro semicircular que cierra el espacio interior por la cara noreste hasta el banco de piedra. También al interior se puede observar una línea de sillares de piedra, sobre los que se asientan los arranques de la bóveda, con restos de un enlucido de mortero hidráulico de arena y cal hidráulica.